# Lista de presidentes da FIFA
Esta é uma lista de presidentes da Federação Internacional de Futebol (FIFA), a organização governamental do futebol, futsal e futebol de areia em todo o planeta. A FIFA foi criada oficialmente em 21 de maio de 1904 na cidade de Paris, França, e passou por diversas sedes até a atual em Zurique, Suíça. A organização contém 209 países filiados, o que faz dela uma das maiores instituições internacionais em número de membros.
Desde a sua criação em 1904, a FIFA recebeu até a presente data apenas oito presidentes. Três deles morreram no ofício: Daniel Burley Woolfall, Rodolphe Seeldrayers e Arthur Drewry. Seeldrayers foi também o presidente que ficou menos tempo no cargo, apenas dez meses, devido ao seu falecimento. Jules Rimet se tornou o presidente mais aclamado, tanto pelo elevado tempo que permaneceu no cargo - 33 anos - quanto pela realização da primeira Copa do Mundo FIFA, em 1930. O único presidente na história a não pertencer a um país da Europa foi o brasileiro João Havelange; três foram nascidos na Inglaterra, dois na França, um na Bélgica e um na Suíça. O atual presidente é Gianni Infatino, que exerce o cargo desde 26 de fevereiro de 2016. As eleições para presidentes da FIFA ocorrem, atualmente, a cada quatro anos.

## Presidentes
| N° | Presidente | Presidente              | Início do mandato       | Fim do mandato                                                                      | Nacionalidade  | Ref    |
| -- | ---------- | ----------------------- | ----------------------- | ----------------------------------------------------------------------------------- | -------------- | ------ |
| 1  |            | Robert Guérin           | 1904                    | 4 de junho de 1906 (2 anos)                                                         | França         | [ 7 ]  |
| 2  |            | Daniel Burley Woolfall  | 1906                    | 24 de outubro de 1918 (12 anos)                                                     | Inglaterra     | [ 8 ]  |
| 3  |            | Jules Rimet             | 1921                    | 1954 (33 anos)                                                                      | França         | [ 9 ]  |
| 4  |            | Rodolphe Seeldrayers    | 1954                    | 7 de outubro de 1955 (1 ano)                                                        | Bélgica        | [ 5 ]  |
| 5  |            | Arthur Drewry           | 1955                    | 25 de março de 1961 (5 anos e 5 meses)                                              | Inglaterra     | [ 10 ] |
| 6  |            | Stanley Rous            | 1961                    | 8 de maio de 1974 (13 anos)                                                         | Inglaterra     | [ 11 ] |
| 7  |            | João Havelange          | 1974                    | 8 de junho de 1998 (24 anos)                                                        | Brasil         | [ 12 ] |
| 8  |            | Joseph Blatter          | 1998                    | 8 de outubro de 2015 (17 anos, suspenso) 21 de dezembro de 2015 (banido por 6 anos) | Suíça          | [ 15 ] |
| —  |            | Issa Hayatou (interino) | 2015                    | 26 de fevereiro de 2016 (4 meses)                                                   | Camarões       | [ 16 ] |
| 9  |            | Gianni Infantino        | 26 de fevereiro de 2016 | Em exercício (9 anos e 4 meses)                                                     | Suíça · Itália | [ 17 ] |